# Simon Lavdal
Simon Lavdal-Pedersen (født 1992) er hovedbestyrelsesmedlem i KristenDemokraterne, bestyrelsesmedlem i KristenDemokraterne Fyn, samt formand for KristenDemokraterne Odense.
Ved Folketingsvalget i 2015 var hans mærkesager familiepolitik, særligt støtte til børn i misbrugsfamilier. Han var opstillet for KristenDemokraterne ved Folketingsvalget 2015 i Fyns Storkreds. Ved Kommunalvalget 2013 stillede han op for Kristendemokraterne i Herning Kommune. Ved Folketingsvalget 2022 var han opstillet for KristenDemokraterne i Fyns Storkreds og her var hans primære mærkesag at få næstekærlighed ind i det sociale system
Blev uddannet socialrådgiver i Odense og arbejder til dagligt i Dianalund. Han tog i 2010 HF fra Nørre Nissum Seminarium og HF.